# Leila Araghian
Leila Araghian (en persa لیلا عراقیان), nascuda a Teheran el 1983, és una arquitecta iraniana. Va estudiar arquitectura a la universitat Shahid Beheshti de Teheran, i va fer un master a Alemanya (sobre estructures membranoses) i un altre a master al Canadà. L'any 2005, va fundar Diba Tensile Architecture amb Alireza Behzadi. Amb 26 anys, mentre encara estudiava, va guanyar un concurs públic per la construcció d'un gran pont a Teheran, juntament amb el seu soci Alireza. Aquest projecte arquitectònic, anomenat el pont de Tabiat (en persa پل طبیعت, pont de la natura) és una estructura de 270 metres de llarg i tres pisos que connecta el parcs de Taleghani i Ab-o-Atash passant per sobre l'avinguda de Shahid Modarres, una de les principals autovies de Teheran. El pont, inaugurat a finals de 2014, ha esdevingut molt popular a la capital iraniana, i avui en dia és conegut com "el tercer símbol de Teheran" (essent els altres dos la torre Azadi i la torre Milad) La nacionalitat de Leila i Alireza els ha impedit participar en algunes competicions (com el World Architecture Festival), tal com va denunciar ella mateixa «això és ridícul, sóc una arquitecta iraniana i això és una activitat cultural, no té absolutament res a veure amb la política». Tot i els impediments, el pont de Tabiat ha guanyat nombrosos premis locals i internacionals, entre els quals hi ha el premi Architizer A+ 2015, en la categoria l' "Elecció popular en la categoria de Ponts i autovies" o el premi Aga Khan d'arquitectura 2016. El 2015 Leila Araghian va ser entrevistada per Brandon Stanton, de Humans of New York.